# Hine-nui-te-pō

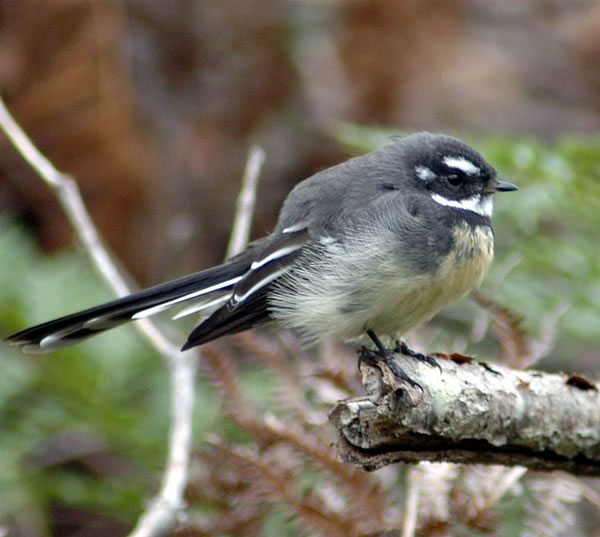
Das Gelächter des Fächerschwanzes weckte Hine-nui-te-pō

Hine-nui-te-pō (Die Große Dame der Nacht) ist in der Mythologie der Māori die Göttin der Nacht und des Todes und die Herrscherin der Unterwelt. Sie ist die Tochter von Tāne, die in die Unterwelt floh, nachdem sie feststellen musste, dass sie mit ihrem Vater verheiratet war. 
Alle Kinder von Rangi und Papa, dem göttlichen Elternpaar Himmelvater und Erdgöttin, waren männlich. Es war Tāne, der als erstes Sehnsucht nach einer Frau hatte. Seine Mutter zeigte ihm, wie er aus roter Erde eine Frau formen kann. Dann blies Tāne Leben in Hine-ahuone, der Frau-aus-Erde, und schlief mit ihr. Ihr Kind war Hine-ata-uira, Mädchen-des-Abendrots, und Tāne nahm diese Tochter zur Frau.
Eines Tages, während Tāne gerade unterwegs war, fragte sich Hine-ata-uira, wer ihr Vater sei. Entsetzt bemerkte sie, dass ihr Ehemann auch ihr Vater war und floh in die Unterwelt. Tāne folgte ihr und wollte sie zur Rückkehr bewegen.  Aber Hine, nun Hine-nui-te-pō, Göttin der Unterwelt, sagte zu ihm: „Geh zurück und ziehe unsere Kinder auf. Ich warte hier und werde sie in Empfang nehmen.“ So kehrte Tāne auf die Erde zurück und Hine blieb in der Unterwelt, wo sie auf den Halbgott und Helden Māui wartete. Dieser hatte den Menschen das Feuer gebracht. 
Māui hatte auf der Suche nach seinem Vater seine Unsterblichkeit verloren. Er versuchte, seine Unsterblichkeit zurückzugewinnen, indem er zwischen den Beinen in die schlafende Hine-nui-te-pō zu kriechen versuchte, um durch den Mund wieder herauszukommen. Aber bei diesem Anblick weckte das Gelächter eines Vogels, des Fächerschwanzes,  Hine-nui-te-pō auf und Māui zerbarst in ihrer Vagina. So war Maui der erste Mensch, der starb. So brachte er die Sterblichkeit über die Menschen – und damit die niemals endende Prozession der Sterblichen in die Unterwelt.